# بيدرو بوراس بيريز
بيدرو بوراس بيريز (بالإسبانية: Pedro Porras Pérez)‏ هو سياسي مكسيكي، ولد في 1 أغسطس 1959 في المكسيك. حزبياً، نشط في حزب الثورة الديمقراطية. وقد انتخب عضو مجلس النواب المكسيك.